# Abbeville (Georgia)

Miasto Abbeville w stanie Georgia i hrabstwie Wilcox

Abbeville – miasto w stanie Georgia  w Stanach Zjednoczonych, siedziba władz hrabstwa Wilcox